# 宽叶金鱼藻
宽叶金鱼藻（学名：Ceratophyllum inflatum）为金鱼藻科金鱼藻属下的一个种。